# Simeon Martin
Simeon Martin (* 20. Oktober 1754 in Rehoboth, Province of Massachusetts Bay; † 3. September 1819 in Seekonk, Massachusetts) war ein US-amerikanischer Politiker. Zwischen 1808 und 1810 sowie nochmals von 1811 bis 1816 war er Vizegouverneur des Bundesstaates Rhode Island.

## Werdegang
Simeon Martin wuchs während der britischen Kolonialzeit auf. Anfang der 1770er Jahre schloss er sich der amerikanischen Revolution an. Er nahm am Unabhängigkeitskrieg  teil, wobei er zeitweise unter dem Kommando von George Washington stand und an mehreren Gefechten beteiligt war. Nach dem Krieg zog er nach Newport in Rhode Island, wo er im Handel arbeitete. Dort schlug er auch eine politische Laufbahn ein, die ihn für einige Jahre in das Repräsentantenhaus von Rhode Island führte. Seine Parteizugehörigkeit ist nicht überliefert. Er wurde auch Mitglied und Generalmajor der Staatsmiliz. Später war er als Adjutant General deren Kommandeur. Außerdem gehörte er dem Vorstand der Brown University als Member of Corporation an.
Zwischen 1808 und 1810 war Martin an der Seite von James Fenner Vizegouverneur von Rhode Island. Dabei war er Stellvertreter des Gouverneurs und Vorsitzender des Staatssenats. Von 1811 bis 1816 bekleidete er unter Gouverneur William Jones dieses Amt erneut. 1816 verzichtete er auf eine weitere Kandidatur. Er starb am 3. September 1819 in Seekonk im Bristol County.